# Warrenpoint
Warrenpoint (en gaèlic irlandès an Pointe, en escocès de l'Ulster Warrenpynt) és una vila d'Irlanda del Nord, al comtat de Down, a la província de l'Ulster. Es troba al marge nord de Carlingford Lough i és separada de la República d'Irlanda per un estret. La ciutat va sorgir al townland de Ringmackilroy (de Rinn Mhic Giolla Rua, que vol dir "punt de MacIlroy"). Localment se la coneix com "The Point".
Warrenpoint és coneguda com a escenari del festival Maiden of Mourne, pel festival de música Blues on the Bay, pel servei de ferri entre Warrenpoint i Omeath i el castell de Narrow Water que data del 1660.

## Demografia
Warrenpoint és classificat com a petita ciutat per la Northern Ireland Statistics and Research Agency (NISRA) (amb població entre 4.500 i 10.000 habitants). Segons el cens de 2001 tenia 7.000 habitants dels quals:
- 26,7% tenia menys de 16 anys i el 16,8% tenia més de 60
- 48,3% són homes i el 51,7% són dones
- 90,0% són catòlics irlandesos i el 8,5% són protestants
- 4,3% de la població entre 16–74 anys està a l'atur

## Història
Warrenpoint consistia en un petit nombre d'habitatges on hi vivien pescadors. Es creu que el nom "Warrenpoint" prové d'una família que hi va viure en la segona meitat del segle xviii. El p. Bernard Trainor va esmentar que una família anomenada "Waring" hi va viure i que hi tenia una casa anomenada "Warings Point". El nom del lloc en irlandès era Rinn Mhic Ghiolla Rua (Punt de McIlroy) i es pot veure en alguns mapes.
El 1744 Walter Harris va declarar que "Warrings Point" es trobava a un kilòmetre més o menys al nord-oest de Rose Trevor. La bellesa de l'indret va facilitar el seu desenvolupament, de manera que la població augmentà de 500 habitants el 1824 a 1.000 el 1831 i a 2.000 el 1884, arribant a 5.000 durant l'estiu. A finals del segle xix els comerciants de Newry van obtenir una concessió del govern per a crear-hi un dic de marea, ja que abans de 1850 els vaixells de més de 150 tones no podien remuntar el llac de Narrow Water.
El 9 de maig de 1849 hi va arribar el ferrocarril, cosa que incrementà la seva popularitat com a destí estival. Molts turistes hi arribaven per ferri des d'Omeath al comtat de Louth. L'estació de ferrocarril de Warrenpoint fou clausurada el gener de 1965. El ferri només funciona de maig a setembre.

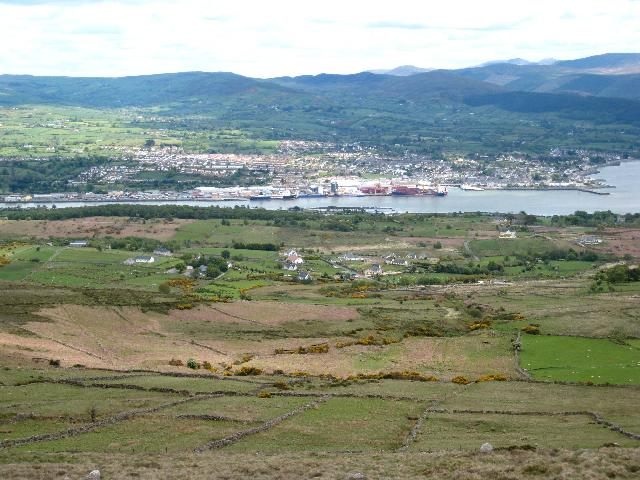
Warrenpoint des de les muntanyes Cooley a la banda del comtat de Louth de Carlingford Lough

El 6 de febrer de 1921, durant la Guerra Angloirlandesa, l'Exèrcit Republicà Irlandès hi parà una emboscada a una patrulla de l'Ulster Special Constabulary (USC) a Seaview Road, matant un policia.
El 27 d'agost de 1979, durant el conflicte d'Irlanda del Nord, l'IRA Provisional parà una emboscada a un comboi de l'Exèrcit Britànic vora Narrow Water Castle. Van morir 18 soldats, la major pèrdua de soldats britànics en una sola acció durant el conflicte. El fet és conegut com a emboscada de Warrenpoint. Aleshores els soldats britànics dispararen cap al sud, al comtat de Louth, contra els suposats atacants, provocant la mort de William Hudson, un jove turista anglès que mirava l'escena des de la carretera de Ferryhill.
El 12 d'abril de 1989 Joanne Reilly fou assassinada per l'IRA en un atac amb camioneta bomba a una base de la Royal Ulster Constabulary a Warrenpoint Royal. Es va donar una advertència inadequada.